# Музей-квартира Нико Пиросмани
Музей-квартира Нико Пиросмани — исторический музей-квартира грузинского художника Нико Пиросмани. Расположен в Тбилиси, на улице Пиросмани, в доме 29, где в небольшой комнате в 1917—1918 годах незадолго до своей смерти жил художник.
Иногда музей называется «самым маленьким музеем в мире»: его площадь составляет 6 квадратных метров.

## История создания и экспозиция
Музей-квартира находится в тбилисском районе Чугурети, недалеко от железнодорожного вокзала. Улица Пиросмани названа так в честь художника в 1938 году, ранее она была известна как Молоканская улица. Дом 29, где жил Пиросмани, сохраняет свой исторический номер.
Музей находится в трёхэтажном здании XIX века и расположен в полуподвальной комнате площадью всего шесть квадратных метров, а также включает небольшой выставочный зал, в котором экспонируются портреты Пиросмани кисти различных художников.

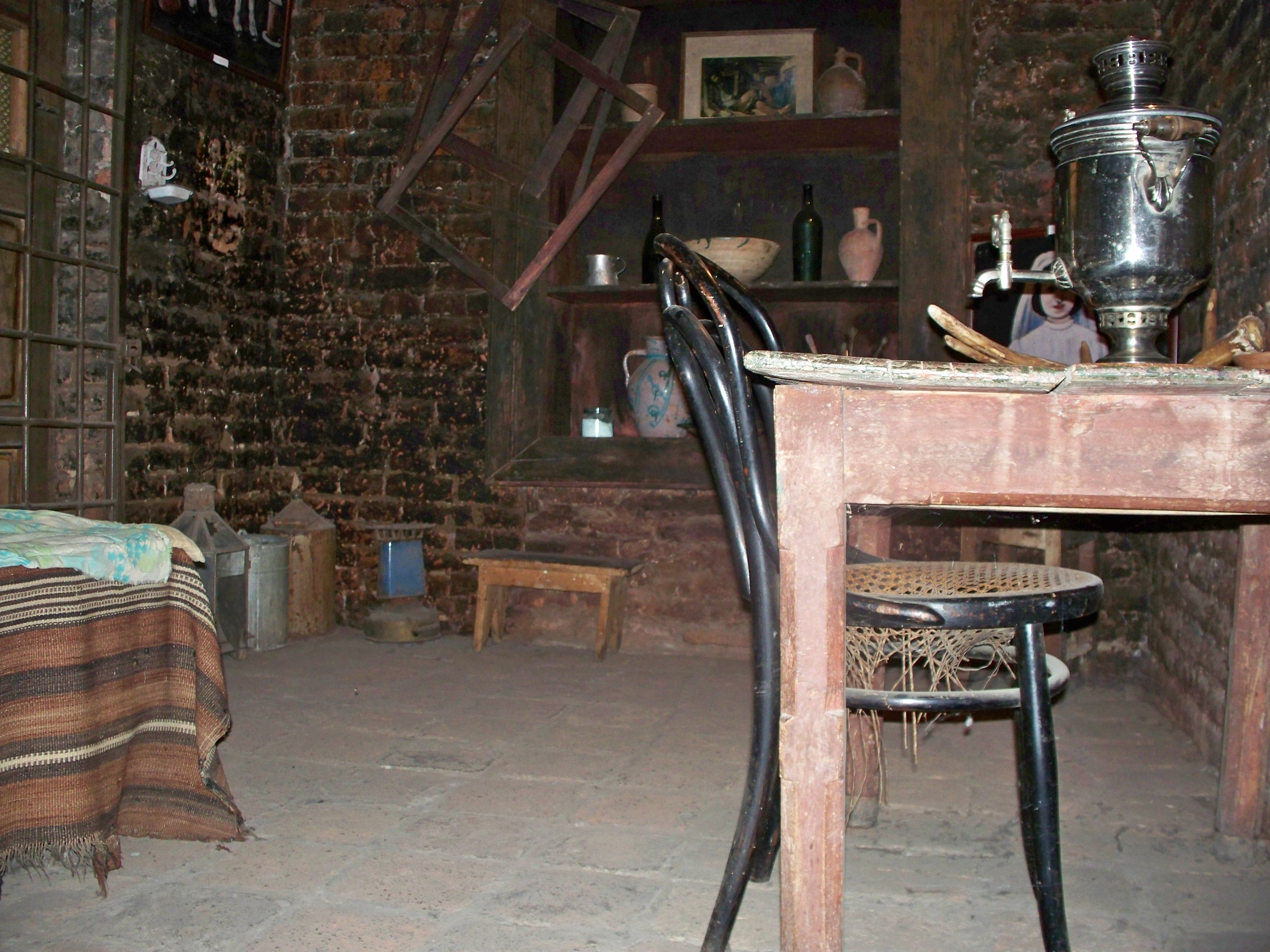
Общий вид комнаты

Экспозиция подвала составлена из вещей начала XX века, привезенных из Кахетии, но не имеющих отношения к самому Пиросмани, — это кушетка, стол со стульями, бадьи, самовар. Представлена также копия одной из сохранившихся фотографий Пиросмани и копия картины художника «Актриса Маргарита».
По состоянию на 2017 год, в мэрии Тбилиси существовали планы реконструкции квартала, который находится в плачевном состоянии. В частности, улицу можно было бы превратить в музейное пространство и сделать более привлекательной для туристов.